# Fritz Hollings
Fritz Hollings, właśc. Ernest Frederick Hollings (ur. 1 stycznia 1922 w Charleston, zm. 6 kwietnia 2019 w Isle of Palms) – amerykański polityk ze stanu Karolina Południowa. W czasie swej długiej kariery ten członek Partii Demokratycznej był m.in. stanowym legislatorem, wicegubernatorem oraz gubernatorem rodzinnego stanu i przez szereg lat senatorem.

## Życiorys

### Wczesne lata i życie osobiste
Urodził się w Charleston, stolicy stanu, gdzie ukończył szkoły publiczne. Jego rodzicami byli Adolph G. Hollings oraz Wilhelmine D. Meyer. Miał też brata, Roberta Meyera Hollingsa, który zmarł 6 listopada 1999. Jest luteraninem.
Ukończył stanową uczelnię wojskową The Citadel w 1942. Potem zdobył dyplom prawnika na University of South Carolina w 1947. Tego samego roku został przyjęty do palestry. Był członkiem studenckiej korporacji Pi Kappa Phi.
W latach 1942–1945 służył w jednostkach artyleryjskich US Army i brał udział w walkach na froncie. Został udekorowany m.in. brązową gwiazdą.
Od 21 sierpnia 1971 jest żonaty z Ritą Louise Liddy. Ma czworo dzieci (dwie córki i dwóch synów) z poprzedniego małżeństwa.

### Kariera polityczna przed wyborem na senatora
Po raz pierwszy członkiem stanowej Izby Reprezentantów wybrano go w 1948. W latach 1955–1959 pełnił urząd wicegubernatora Karoliny Południowej.

#### Gubernator
W listopadzie 1958 roku wybrano go na gubernatora Karoliny Południowej. Urząd ten pełnił od stycznia 1959 do stycznia 1963.
Jako szef stanowej władzy wykonawczej należał do umiarkowanych, w porównaniu np. z George’em Wallace’em z Alabamy. Podpisał jednak m.in. akt, który nakazywał wciągnięcie na maszt stanowego Kapitolu flagi dawnej Konfederacji w proteście przeciwko ingerencji rządu federalnego w prawa stanowe (tu rozszerzania praw obywatelskich dla ludności kolorowej). Miało to miejsce w setną rocznicę secesji stanu. Za jego kadencji stracono na krześle elektrycznym ośmiu skazańców. Potem w całym kraju wprowadzono czasowe moratorium na wykonywanie wyroków śmierci.
W roku 1962 przegrał walkę w prawyborach o nominację na senatora z Olinem D. Johnstonem.

### Senator Stanów Zjednoczonych

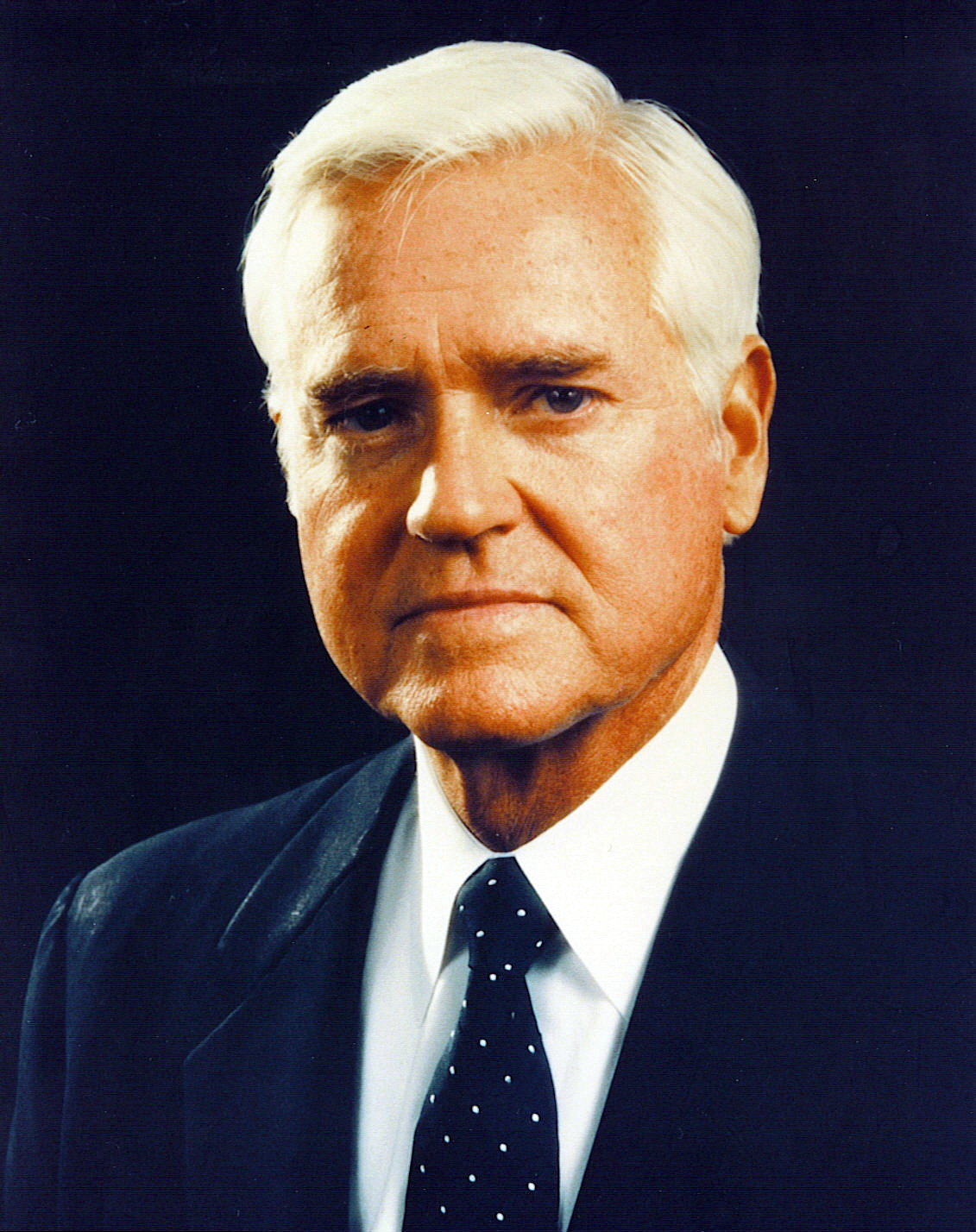
Jedno z oficjalnych zdjęć senatora Hollingsa

Johnston zmarł 18 kwietnia 1965. Następca Hollingsa na stanowisku gubernatora Donald S. Russell, korzystając z przysługujących mu prerogatyw, mianował siebie na jego miejsce.
Russell został jednakże pokonany w prawyborach przez Hollingsa, który wygrał w listopadzie 1966 przedterminowe wybory, które miały wyłonić osobę, która „dokończy” dwa lata pozostałe do końca kadencji Johnstona.
Hollings zasiadał w Senacie ponad 38 lat. Jedynymi senatorami w amerykańskiej historii, którzy dłużej piastowali mandat byli Robert Byrd, Strom Thurmond, Ted Kennedy, Daniel Inouye, Carl T. Hayden i John C. Stennis.
Mimo tak długiego stażu przez 36 lat Hollings był „młodszym senatorem”, gdyż od listopada 1966 do 3 stycznia 2003 wraz z nim w Senacie reprezentował Karolinę Południową dłużej służący Strom Thurmond. Był to najdłużej razem służący duet w historii amerykańskiego senatu (drugie miejsce zajmują James Eastland i John C. Stennis z Missisipi). Thurmond i Hollings, którzy ponadto przedtem obaj byli gubernatorami, mieli bardzo dobre stosunki mimo dość rozległych różnic ideologicznych.
Jako senator Hollings potwierdził swoją opinię umiarkowanego polityka. W sprawach społecznych zaliczał się do liberałów. Popierał stanowczo ustawodawstwa w kwestii praw obywatelskich. W sprawach gospodarczych był jednak konserwatystą.
W roku 1984 ubiegał się o nominację Partii Demokratycznej na prezydenta, ale wyszedł pokonany z prawyborów.
Hollings był też jednym z najbardziej stanowczych krytyków prezydenta George’a W. Busha i jego polityki. Zarówno wewnętrznej (nazywał jego administrację najbardziej sprzedajną, nawiązując m.in. do głośnego skandalu z upadkiem Enronu), jak i zagranicznej. Był jednym z pierwszych demokratów, którzy, mimo początkowego poparcia, sprzeciwiali się interwencji w Iraku.
Mimo mocnej pozycji politycznej postanowił nie ubiegać się o reelekcję w 2004 roku. Jego następcą został republikanin Jim DeMint.
W roku 2005 utworzył własne stypendium (ang. Hollings Scholarship), dla młodzieży z całego kraju.
Zagrał epizodyczną rolę południowego senatora w filmie Ludzie miasta, wraz z Alem Pacino.